# Gobernación de Tiflis
La gobernación de Tiflis (del ruso: Тифлисская губерния) fue una de las divisiones territoriales del Imperio ruso (gubernias) en el Cáucaso, cuya capital era Tiflis (Tbilisi). Se constituía en un área de 44 607 km² y tenía una población de 1 051 032 habitantes.
Se establece la gobernación de Tiflis en 1848 al mismo tiempo que la Gobernación de Kutaisi, después de la disolución de la Gobernación de Georgia-Imericia. La gobernación permanece con estas fronteras durante 50 años, hasta que se establece la República Democrática de Georgia

## División administrativa

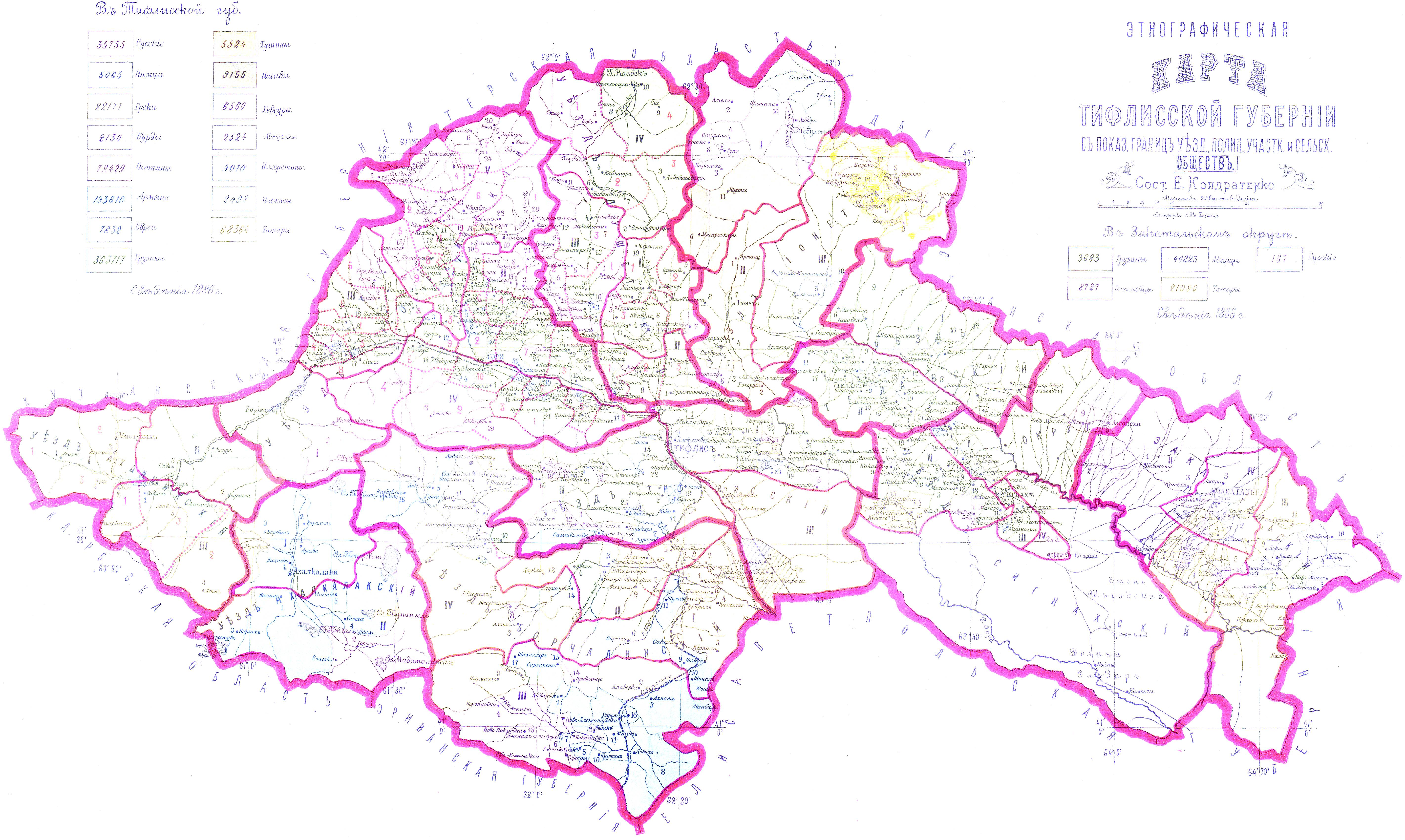
Uyezds de la gobernación de Tiflis.

Estaba dividida en los siguientes Uyezds:
- Uyezd de Ajalkalaki (Ахалкалакский уезд)
- Uyezd de Ajaltsije ( Ахалцихский уезд)
- Uyezd de Bortali (incluyendo Shulaver - Шулаверы) ( Борталинский уезд)
- Uyezd de Gori ( Горийский уезд)
- Uyezd de Dusheti ( Душетский уезд)
- Uyezd de Signaji ( Сигнахский уезд)
- Uyezd de Telavi ( Телавский уезд)
- Uyezd de Tioneti ( Тионетский уезд)
- Uyezd de Tiflis ( Тифлисский уезд)

Hasta 1868 pertenecen a la Gobernación de Tiflis, pasando ese año a la Gobernación de Elizavetpol los siguientes Uyezd:
- Uyezd de Arech
- Uyezd de Elizavetpol
- Uyezd de Kazaj

## Demografía

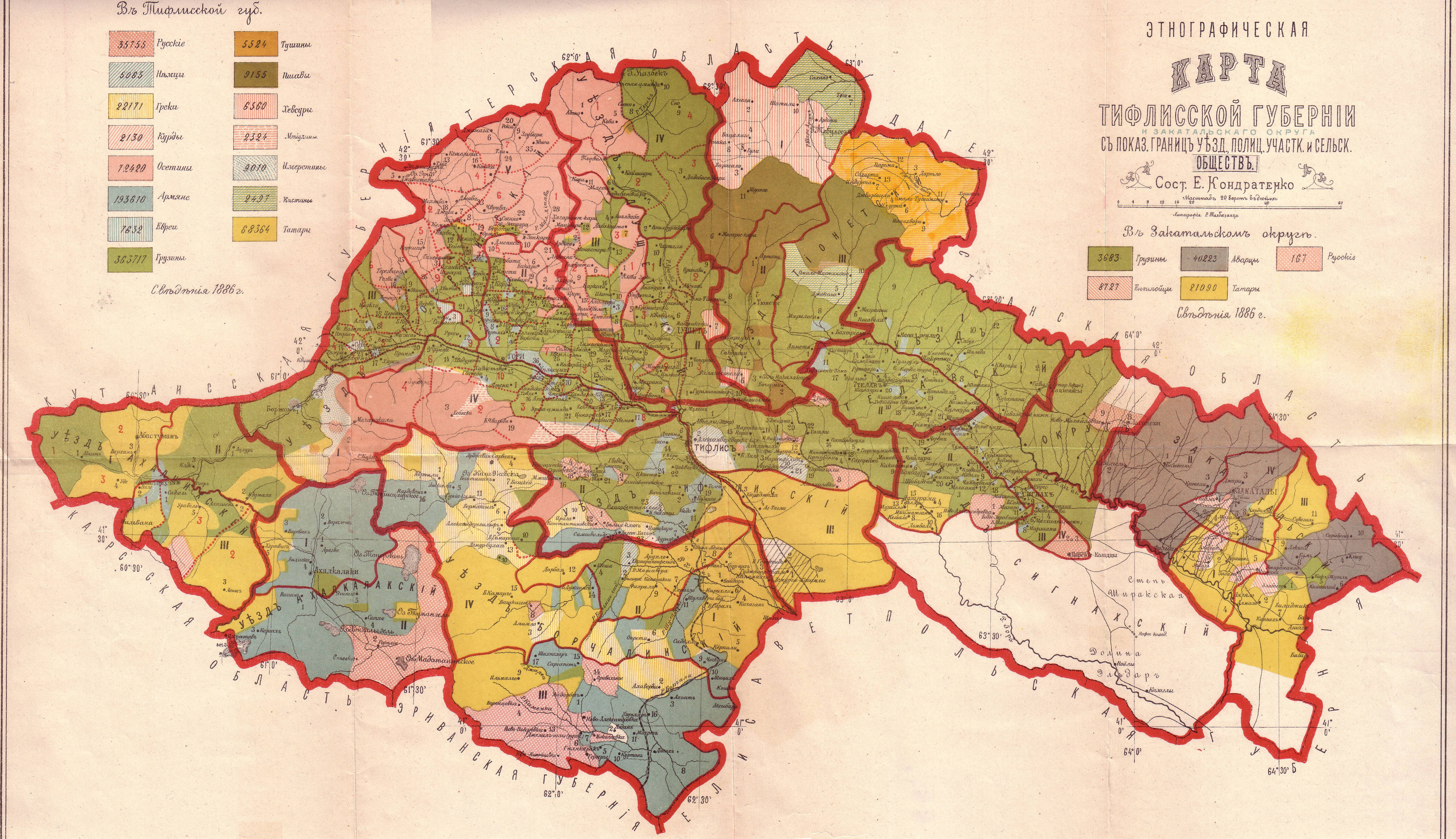
Etnografía de la Gobernación de Tiflis.

En 1897 vivían 1,051,032 personas en la gobernación , de los cuales sobre el 20% era población urbana. La constitución étnica es la siguiente:
- Georgianos el 44.3%
- Armenios el 18.7%
- Azeríes el 10.2%
- Rusos (incluyendo Ucranianos y "viejos creyentes") el 9.7%
- Osetios el 6.4%
- Ávaros del Cáucaso el 3.2%
- Griegos pónticos el 2.6%
- Turcos mezjetios el 2.4%
- otros

La mayoría de la población es cristiana ortodoxa 55,65%, con minorías significativas de musulmanes 18%, Apostólicos armenios 20% y un 1% de Judíos.

### Evolución de la población entre 1872 y 1915 de la gobernación de Tiflis[3]
| 1872-1874  | 1883-1884  | 1894       | 1897       | 1915        | verstas2  |
| ---------- | ---------- | ---------- | ---------- | ----------- | --------- |
| 662.9 hab. | 734.9 hab. | 963.6 hab. | 966.8 hab. | 1401.6 hab. | 35.9 Vst2 |

## Gobernadores conocidos
- Serguéi Yermólov, 1847–1849
- Iván Andrónikov, 1849–1855
- Nikolái Lukash, 1855–1857
- Aleksandr Kapker, 1858–1860
- Konstantín Orlovsky, 1860–1876
- Maxim Osten-Sacken, 1876–1878
- Konstantín Gagarin, 1878–1883
- Aleksandr Grossman, 1883–1887
- Karl Zisserman, 1887–1889
- Guiorgui Shervashidze, 1889–1897
- Fiódor Býkov, 1897–1899
- Iván Svechin, 1899–1905
- Paulus Rausch von Traubenberg, 1905–1907
- Mijaíl Lozina-Lozinsky, 1907–1911
- Andréi Cherniavsky, 1911–1914
- Iván Strajovsky, 1914–1916
- Aleksandr Mandrika, 1916–1917 (en funciones)[4]